# Carlos Discua
Carlos Israel Discua Castellanos (Tegucigalpa, 20 settembre 1984) è un calciatore honduregno, centrocampista del Motagua.